# Секкездерре
Секкездерре (перс. سقزدره‎) — село на севере Ирана, в остане Тегеран. Входит в состав шахрестана Демавенд. Является частью дехестана (сельского округа) Эбершиве бахша Меркези.

## География
Село находится в восточной части остана, к западу от реки Хеблеруд, к югу от автодороги 79, на расстоянии приблизительно 35 километров (по прямой) к юго-востоку от города Демавенд, административного центра шахрестана. Абсолютная высота — 1984 метра над уровнем моря.

## Население
По данным переписи 2006 года население села составляло 126 человек (88 мужчин и 38 женщин). В Секкездерре насчитывалось 36 домохозяйств. Уровень грамотности населения составлял 55,6 %. Уровень грамотности среди мужчин составлял 61,4 %, среди женщин — 42,1 %.
В 2016 году в селе имелось 4 домохозяйства и проживало 20 человек (12 мужчин и 8 женщин).